# Dongila
Dongila is een geslacht van hooiwagens uit de familie Assamiidae.
De wetenschappelijke naam Dongila is voor het eerst geldig gepubliceerd door Roewer in 1927. 

## Soorten
Dongila omvat de volgende 2 soorten:
- Dongila silvatica
- Dongila spinosa